# Notti di terrore
Notti di terrore (The Devil Bat) è un film in bianco e nero del 1940 diretto da Jean Yarborough. È un film dell'orrore statunitense interpretato da Bela Lugosi. Fu il primo film dell'orrore prodotto dalla Producers Releasing Corporation (PRC).
Benché descritto come un seguito, il film Devil Bat's Daughter del 1946 prodotto dalla PRC non ha in comune cast, personaggi o elementi della trama col film del 1940.

## Trama

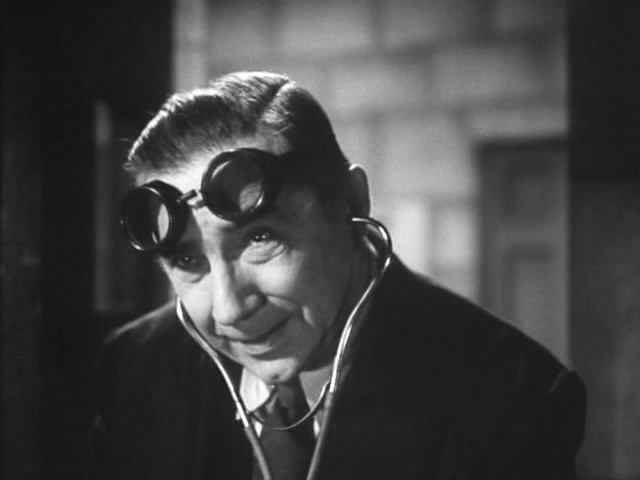
Bela Lugosi nella parte dello scienziato pazzo dott. Carruthers

Il dott. Paul Carruthers, un tempo eminente scienziato e ora impiegato come chimico in un'azienda di cosmetici in una piccola città, la Heath & Morton, è adirato con i suoi datori di lavoro, perché ritiene che essi si siano arricchiti con le sue invenzioni negandogli la sua quota del successo dell'azienda. Per vendicarsi, Carruthers alleva dei pipistrelli giganti, condizionandoli poi a uccidere tutti coloro che usano una speciale lozione dopobarba che egli ha inventato. Il chimico distribuisce abilmente la lozione ai suoi nemici spacciandola per un prodotto "da testare".
Una volta che le vittime si sono applicate la lozione, lo scienziato libera i suoi pipistrelli diabolici nella notte, i quali uccidono i suoi due ex soci e tre membri delle loro famiglie. A Johnny Layton, un giornalista di città specializzato in scoop, viene affidato il caso dal suo direttore, per coprire gli omicidi e aiutare a risolverli Layton e il suo maldestro fotografo McGuire cominciano a dipanare il mistero con alcuni siparietti comici.
Il chimico pazzo cade infine vittima dalla sua stessa lozione da barba e della sua creazione, il temuto pipistrello diabolico.

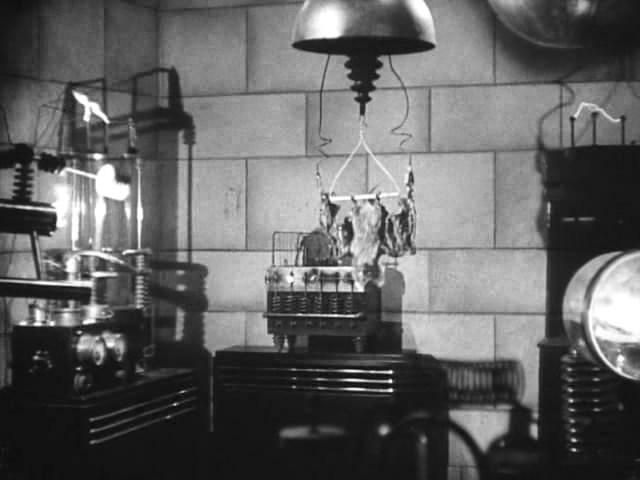
Il "pipistrello infernale" nel laboratorio del dott. Carruthers
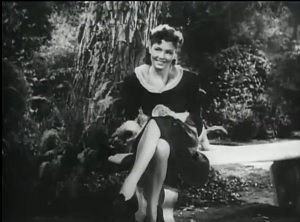
Yolande Donlan

## Produzione
La Producers Releasing Corporation (PRC) era un giovane studio quando pianificò di entrare nel cinema di genere horror, che era stato trascurato dai grandi studios durante il 1937 e 1938. Lugosi stava intraprendendo un ritorno alle scene quando firmò un contratto il 19 ottobre 1940 con la PRC di Sigmund Neufeld in qualità protagonista del primo film dell'orrore dello studio "Poverty Row" ("vicolo della povertà", cioè specializzato in film a bassissimo budget).
Le riprese del film iniziarono poco più di una settimana dopo. La PRC era nota per girare i suoi film velocemente e in modo economico, ma dotandoli di un'abbondante quantità di orrore, e Notti di terrore stabilì tale modus operandi.

## Distribuzione
Il film fu distribuito il 13 dicembre 1940 ed ebbe una riedizione nel 1945 in biglietto unico con L'uomo elettrico (Man-Made Monster).
Una volta caduto nel pubblico dominio, il film all'avvento dell'home video venne distribuito in numerose edizioni video e DVD di scarsa qualità e tagliate.
Nel 1990 la pellicola fu restaurata partendo dal 35mm originale da Bob Furmanek e distribuita su laserdisc da Lumivision. Nel 2008 Furmanek ha fornito il materiale originale a Legend Films, che ha provveduto a un nuovo restauro, producendo anche una versione colorata al computer. Entrambe le versioni sono state distribuite in DVD.

## Accoglienza e critica
Il Los Angeles Times descrisse la coppia di film distribuiti assieme nel 1945 (Notti di terrore e L'uomo elettrico) come "due dei più paurosi sul mercato".
Nel libro Poverty Row Horrors! (1993), Tom Weaver giudica Notti di terrore uno dei film migliori di Lugosi per gli studios detti "poverty row" ("vicolo della povertà"), cioè specializzati in film a bassissimo budget.
Fantafilm lo definisce un "malinconico fanta-horror, debole negli effetti speciali e sommariamente sceneggiato. I trucchi sono mediocri, il pipistrello assassino è visibilmente finto e il laboratorio [...] ricorda più le stanze segrete di un castello medioevale hollywoodiano che non la fucina dello scienziato pazzo."

## Seguito
Il film Devil Bat's Daughter del 1946 prodotto sempre dalla PRC è spesso descritto come un seguito, ma non ha in comune col film del 1940 cast, personaggi o elementi della trama.
Nel 2015, a 75 anni di distanza, il cineasta indipendente Ted Moehring, finanziandosi con il crowdfunding, ha diretto un seguito del film, Revenge of the Devil Bat, interpretato da Lynn Lowry, Ruby Larocca e dagli attori veterani Gary Kent, John Link, Dick Dyszel, George Stover e Conrad Brooks.